# Csató Gergely
Csató Gergely (Földes, 1761. április 27. – Karcag, 1840. október 16.) református lelkész, hevesi és nagykunsági főesperes

## Élete
Nemes birtokos szülőktől származott; atyja Földes jegyzője volt. Tanulói pályáját a debreceni főiskolában végezvén, ugyanott alsó osztálybeli tanítósággal bizatott meg, s azt két évig viselte; innét Hajdúböszörménybe iskolaigazgatóúl rendeltetett. Hivatala kiteltével a németországi tanítóintézeteket látogatta meg s Göttingenben, Lipcsében, Nürnbergben és Erlangenben két évet töltött el. Visszatérvén, Karcag választotta meg papjának, mely hivatalában hat hónap híján félszázadig működött.

## Munkái
A maga szolgálatját ékesítő lelkipásztor. Debreczen, 1821. (Benedek Mihály ev. ref. superintendens fölött mondott beszéd… Péczeli József, Csató Gergely és Nagy István beszédeivel együtt.)